# Tamalia dicksoni
Tamalia dicksoni är en insektsart. Tamalia dicksoni ingår i släktet Tamalia och familjen långrörsbladlöss. Inga underarter finns listade i Catalogue of Life.